# Pandanus carmichaelii
Pandanus carmichaelii är en enhjärtbladig växtart som beskrevs av R.E.Vaughan och Wiehe. Pandanus carmichaelii ingår i släktet Pandanus och familjen Pandanaceae. IUCN kategoriserar arten globalt som akut hotad.
Artens utbredningsområde är Mauritius. Inga underarter finns listade.